# Lautaro Martínez
Lautaro Javier Martínez (ur. 22 sierpnia 1997 w Bahía Blanca) – argentyński piłkarz, występujący na pozycji środkowego napastnika we włoskim klubie Inter Mediolan, którego jest kapitanem oraz w reprezentacji Argentyny. Uważany przez wielu za jednego z najlepszych środkowych napastników swojego pokolenia na świecie.
Karierę seniorską rozpoczynał w 2015 w Racing Club. W 2018 przeniósł się do Interu Mediolan. W sezonie 2020/2021 oraz 2023/2024 wraz z klubem zdobył Mistrzostwo Włoch, dwukrotnie wygrywał Puchar Włoch oraz trzykrotnie Superpuchar Włoch, a w sezonie 2022/2023 został finalistą Ligi Mistrzów UEFA. Od lipca 2023 jest kapitanem drużyny.
Od 2018 występuje w reprezentacji Argentyny. Złoty medalista Mistrzostw Świata 2022 oraz Copa América 2021 i 2024, na którym został królem strzelców. Brązowy medalista Copa América 2019, zdobywca Superpucharu CONMEBOL–UEFA w 2022.

## Kariera klubowa

### Początki kariery
Urodzony w Bahía Blanca, Martínez poszedł w ślady ojca, który również był piłkarzem, stawiając pierwsze kroki w lokalnej drużynie Liniers. Jego piłkarskim idolem był Radamel Falcao. W 2013 strzelił 13 goli w lidze U17, a także trafił do siatki w finale Pucharu Krajowego, który Liniers ostatecznie przegrało po rzutach karnych z Rosario Central.

### Racing Club
Forma Martíneza na poziomie juniorskim zwróciła uwagę tymczasowego trenera Racing Club, Fabio Radaelliego, który doprowadził do podpisania kontraktu z zawodnikiem w styczniu 2014. Martínez od początku imponował formą w drużynie rezerw, w której zdobył 53 gole w 64 występach. Debiut w lidze nastąpił 1 listopada 2015, kiedy w drugiej połowie wygranego 3:0 meczu z Crucero del Norte zastąpił na boisku Diego Milito. 17 kwietnia 2016 po raz pierwszy w swojej karierze otrzymał czerwoną kartkę, po tym jak w ciągu pięciu minut otrzymał dwa napomnienia w zremisowanym 2:2 meczu z Argentinos. Pierwszą ligową bramkę strzelił w listopadzie, zdobywając pierwszą bramkę meczu z Huracánem.
Po kontuzji podstawowego napastnika Racingu – Lisandro Lópeza, Martínez dostawał więcej szans w sezonie 2016/2017, strzelając 9 goli w 23 meczach. W grudniu 2017 przeszedł testy medyczne w drużynie Atlético Madryt. Tuż po tym klub ogłosił, że podpisał nową umowę z zawodnikiem, która zawiera podwyższoną klauzulę wykupu. 
5 lutego 2018, w wygranym 4:0 meczu z Huracán, Lautaro strzelił pierwszego w seniorskiej karierze hat-tricka. 27 lutego zadebiutował w Copa Libertadores, zdobywając trzy bramki w meczu przeciwko brazylijskiemu Cruzeiro. Racing zwyciężył 4:2 w tym spotkaniu. W Primera División ogółem zagrał w 21 meczach, strzelając 13 bramek, dzięki czemu został wicekrólem strzelców ligi – za zdobywcą 17 trafień, Santiago Garcíą. W sezonie 2017/2018 rozegrał 27 meczów, w których zdobył 18 goli i zanotował 5 asyst.
Łącznie dla Racingu rozegrał 60 meczów, w których strzelił 27 bramek.
5 maja 2018 prezes Racingu – Victor Blanco ogłosił, że latem 2018 Martínez przejdzie do włoskiej drużyny Interu Mediolan. Blanco jednocześnie wskazał, że chciałby wypożyczyć go z powrotem do końca roku, tak aby mógł pomóc im w Copa Libertadores.

### Inter Mediolan

#### Sezon 2018/2019
4 lipca 2018 Martínez został zawodnikiem Interu, który zapłacił za niego 22.7 milionów euro, podpisując z zawodnikiem pięcioletni kontrakt, do czerwca 2023. Został zaprezentowany z numerem 10 na koszulce meczowej. 10 dni po podpisaniu kontraktu z klubem, zadebiutował w towarzyskim meczu z Lugano (3:0), w którym strzelił gola. 19 sierpnia zadebiutował w Serie A, występując w przegranym meczu pierwszej kolejki ligi przeciwko Sassuolo. Swoją pierwszą bramkę w Serie A zdobył 29 września w wygranym 2:0 meczu przeciwko Cagliari. 24 października zadebiutował w europejskich pucharach w przegranym 2:0 meczu Ligi Mistrzów UEFA z FC Barceloną.
13 stycznia 2019 w swoim pierwszym występie w rozgrywkach Pucharu Włoch przeciwko Benevento zdobył dwie bramki. W europejskich pucharach po raz pierwszy trafił do siatki 14 lutego 2019 w pierwszym meczu 1/16 finału Ligi Europy, w którym Inter zwyciężył z Rapidem Wiedeń.
Łącznie w sezonie 2018/2019 rozegrał 35 meczów, w których strzelił 9 bramek oraz zanotował 2 asysty.

#### Sezon 2019/2020
26 sierpnia 2019 rozegrał pierwsze spotkanie sezonu 2019/2020, występując w wygranym 4:0 meczu przeciwko US Lecce. Premierową bramkę zdobył 1 września w meczu z Cagliari (2:1). 2 października 2019 w meczu z FC Barceloną zdobył swoją pierwszą bramkę w rozgrywkach Ligi Mistrzów UEFA. 20 października zdobył dwa gole i zanotował asystę w wygranym 4:3 meczu 8. kolejki Serie A z Sassuolo. 1 grudnia trafił dwukrotnie w wygranym 2:1 spotkaniu z SPAL. 27 listopada zanotował dwa trafienia w wygranym 3:1 meczu ze Slavią Praga.
17 lipca 2020 zdobył dwa gole w wygranym 5:0 meczu Ligi Europy UEFA z Szachtarem Donieck i tym samym Inter awansował do finału rozgrywek. 21 sierpnia 2020 Inter przegrał 3:2 w finale przeciwko Sevilli.
W sezonie 2019/2020 zdobył 21 goli i zanotował 8 asyst w 49 meczach. Rozgrywki ligowe Inter zakończył na drugim miejscu, za Juventusem.

#### Sezon 2020/2021
26 września 2020 w pierwszym meczu sezonu 2020/2021 zdobył gola w wygranym 4:3 meczu z ACF Fiorentina. 3 listopada w meczu 3. kolejki fazy grupowej Ligi Mistrzów UEFA z Realem Madryt (2:3) zdobył swoją jedyną bramkę w sezonie europejskich rozgrywek.
3 stycznia 2021 skompletował pierwszego hat-tricka w barwach Interu, trzykrotnie pokonując bramkarza Crotone, Alexa Cordaza. 21 lutego zdobył dublet w meczu 23. kolejki Serie A z Milanem (3:0).
Ogółem w sezonie zdobył 19 goli oraz zanotował 11 asyst, rozgrywając 48 spotkań, a wraz z klubem sięgnął po mistrzostwo Włoch, wygrane przez Inter pierwszy raz od sezonu 2009/2010.

#### Sezon 2021/2022
27 sierpnia 2021 wystąpił w swoim pierwszym meczu w sezonie 2021/2022, w którym strzelił gola przeciwko Hellas Verona (3:1). 8 października został po raz pierwszy nominowany do Złotej Piłki. 28 października przedłużył umowę z Interem Mediolan do 30 czerwca 2026. 21 listopada strzelił bramkę w wygranym 3:2 meczu z SSC Napoli.  27 listopada strzelił gola z rzutu karnego w swoim 150. występie dla Interu, a mecz z Venezią zakończył się zwycięstwem jego drużyny 2:0. 12 grudnia zanotował dublet w wygranym 4:0 spotkaniu z Cagliari.
12 stycznia 2022 zdobył gola z rzutu karnego w wygranym 2:1 meczu o Superpuchar Włoch z Juventusem. 4 marca w wygranym 5:0 meczu Serie A z Salernitaną zdobył trzy gole. 8 marca w wygranym 1:0 meczu rewanżowym 1/8 finału Ligi Mistrzów UEFA przeciwko Liverpoolowi zdobył z dystansu swoją jedyną bramkę w edycji 2022/2023 tych rozgrywek. 19 kwietnia zanotował dublet w meczu półfinałowym Pucharu Włoch z AC Milanem (3:0). W meczu finału tych rozgrywek przeciwko Juventusowi zanotował asystę przy trafieniu Hakana Çalhanoğlu, a Inter wygrał 4:2. 15 maja strzelił dwa gole przeciwko Empoli w wygranym 4:2 meczu. W kolejnym meczu, przeciwko Cagliari (3:1) również zanotował dublet. Dzięki 21 bramkom, które zdobył Martínez w 35 meczach, został trzecim najlepszym strzelcem ligi, za Ciro Immobile z 27 golami i Dušanem Vlahoviciem z 24 golami.
Sezon 2021/2022 zakończył z dorobkiem 25 goli i 4 asyst, które zanotował występując w 49 meczach. Z klubem zdobył Puchar Włoch oraz Superpuchar Włoch.

#### Sezon 2022/2023
Sezon 2022/2023 rozpoczął od zanotowania asysty przy golu Denzela Dumfriesa w wygranym 2:1 meczu Serie A z US Lecce. 12 października zdobył bramkę i zanotował asystę w zremisowanym 3:3 meczu Ligi Mistrzów UEFA przeciwko FC Barcelonie. 22 października 2022 strzelił dwie bramki i zanotował asystę w wygranym 4:3 meczu przeciwko ACF Fiorentina.

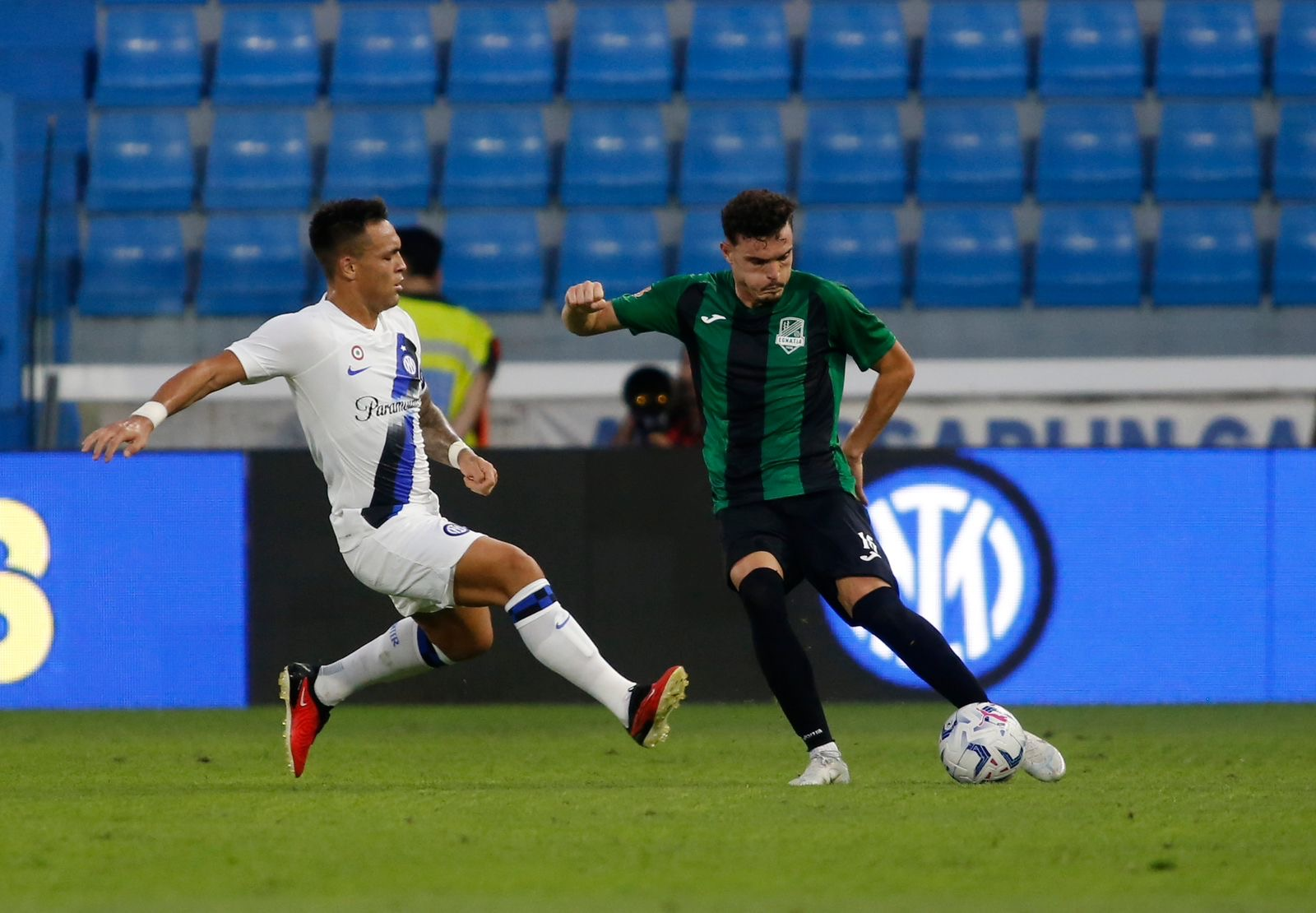
Lautaro Martínez i Edison Ndreca (2023)

18 stycznia 2023 strzelił bramkę w wygranym 3:0 meczu Superpucharu Włoch z AC Milanem. 10 dni później zanotował dublet w spotkaniu przeciwko US Cremonese (2:1). 19 kwietnia zdobył gola w zremisowanym 3:3 drugim meczu ćwierćfinału Ligi Mistrzów UEFA z Benficą. Dzięki wygranej 2:0 w pierwszym meczu Inter zapewnił sobie awans do półfinału Ligi Mistrzów. 30 kwietnia strzelił dwa gole w meczu z Lazio (3:1), dzięki czemu z 75 golami na koncie został 10. najskuteczniejszym zawodnikiem w historii Interu w rozgrywkach Serie A. W kolejnym spotkaniu Serie A, rozegranym 3 maja przeciwko Hellas Werona (6:0), również dwukrotnie trafiał do bramki. 16 maja zdobył gola w wygranym 1:0 meczu półfinału Ligi Mistrzów UEFA przeciwko AC Milan i tym samym Inter awansował po raz pierwszy od edycji 2009/2010 do finału rozgrywek, pokonując rywali w dwumeczu 3:0. 24 maja zdobył obie bramki dla swojego zespołu w wygranym 2:1 meczu finału Pucharu Włoch przeciwko ACF Fiorentina. Jego pierwszy gol był 100. w barwach Interu Mediolan. 10 czerwca wystąpił w przegranym 1:0 meczu finału Ligi Mistrzów UEFA przeciwko Manchesterowi City. Z 21 golami na koncie w Serie A został wicekrólem strzelców rozgrywek, ustępując Victorowi Osimhenowi, który zanotował 26 trafień.
Łącznie w sezonie 2022/2023 wystąpił w 57 meczach, w których zdobył 28 bramek i zanotował 11 asyst. Wywalczył z zespołem Puchar Włoch oraz Superpuchar Włoch.

#### Sezon 2023/2024
W lipcu 2023 klub poinformował, że Martínez zostanie nowym kapitanem drużyny. 19 sierpnia rozegrał pierwszy mecz sezonu 2023/2024, występując przeciwko Monzie (2:0), w którym zdobył obie bramki dla swojej drużyny. 3 września, w wygranym 4:0 meczu 3. kolejki Serie A z Fiorentiną, strzelił dwa gole, dzięki czemu ze 107 trafieniami awansował na 10. miejsce w klasyfikacji najlepszych strzelców Interu Mediolan. 7 września znalazł się na liście nominowanych do nagrody Złotej Piłki France Football, jako jeden z dwóch piłkarzy Interu, razem z Nicolò Barellą. 30 września, w meczu 7. kolejki Serie A przeciwko Salernitanie (4:0), Martínez w odstępie 27 minut zdobył cztery bramki, stając się pierwszym piłkarzem w historii Serie A, który zanotował cztery trafienia, wchodząc z ławki rezerwowych. 7 października, w meczu z Bologną (2:2), Martínez strzelił swoją 10. bramkę w sezonie ligowym, dokonując tego w ośmiu meczach Serie A. Rozgrywając mecz Ligi Mistrzów UEFA z Red Bullem Salzburg (1:0), Martínez zanotował swój 250. występ w barwach Interu, strzelając 114 goli. 8 listopada zdobył gola z rzutu karnego w meczu z Salzburgiem (1:0), zapewniając awans Interowi do fazy pucharowej Ligi Mistrzów.
Martínez rok 2023 zakończył z 37 trafieniami na koncie, strzelając wszystkie bramki w rozgrywkach klubowych; w rankingu Międzynarodowej Federacji Historyków i Statystyków Futbolu na najskuteczniejszego zawodnika w 2023 zajął 16. miejsce. Dzięki bramce zdobytej w meczu 19. kolejki Serie A przeciwko Hellasowi Verona (2:1), rundę jesienną włoskiej ligi zakończył jako lider klasyfikacji strzelców, notując na koncie 16 trafień. 13 stycznia strzelił swoją 19. i 20. bramkę w sezonie we wszystkich rozgrywkach (18 goli w Serie A, 2 gole w Lidze Mistrzów), dwukrotnie trafiając w wygranym 5:1 meczu z Monzą. 22 stycznia strzelił jedynego gola w 91. minucie meczu przeciwko Napoli w starciu o Superpuchar Włoch i został wybrany najlepszym piłkarzem meczu finału. Trafienie to było 123. w barwach Interu, dzięki czemu Martínez awansował na 9. pozycję najlepszych strzelców w historii klubu, zrównując się z Christianem Vierim. Sześć dni później, dzięki strzelonej jedynej bramce w meczu z Fiorentiną, z 124 golami na koncie awansował na 8. miejsce w klasyfikacji najskuteczniejszych zawodników Interu, wyprzedzając Vieriego, a zrównując się z Mauro Icardim. 16 lutego, w wygranym 4:0 meczu przeciwko Salernitanie, Martínez strzelił swoją 20. bramkę w 22. meczu w lidze. Był to także jego 125. gol we wszystkich rozgrywkach w barwach Interu, dzięki czemu został samodzielnie 8. najlepszym strzelcem w historii milańskiego zespołu. 25 lutego zdobył swoją 100. i 101. bramkę w Serie A w barwach Interu, stając się trzecim obcokrajowcem w historii Interu (po Istvánie Nyersie i Mauro Icardim), który zdobył 100 goli w ramach Serie A. Dzięki dubletowi został także siódmym Argentyńczykiem ze 100 trafieniami w najwyższej klasie rozgrywkowej we Włoszech.
Łącznie w sezonie w 44 meczach strzelił 32 bramki i zanotował 7 asyst. Z 24 golami został królem strzelców Serie A, kończąc zmagania z dorobkiem lepszym o osiem bramek niż drugi najlepszy ligowy strzelec – Dušan Vlahović. Za osiągnięcia został nagrodzony tytułem Najlepszego Piłkarza Sezonu Serie A, a także znalazł się w Drużynie Sezonu.

## Kariera reprezentacyjna

### Lata 2017–2018

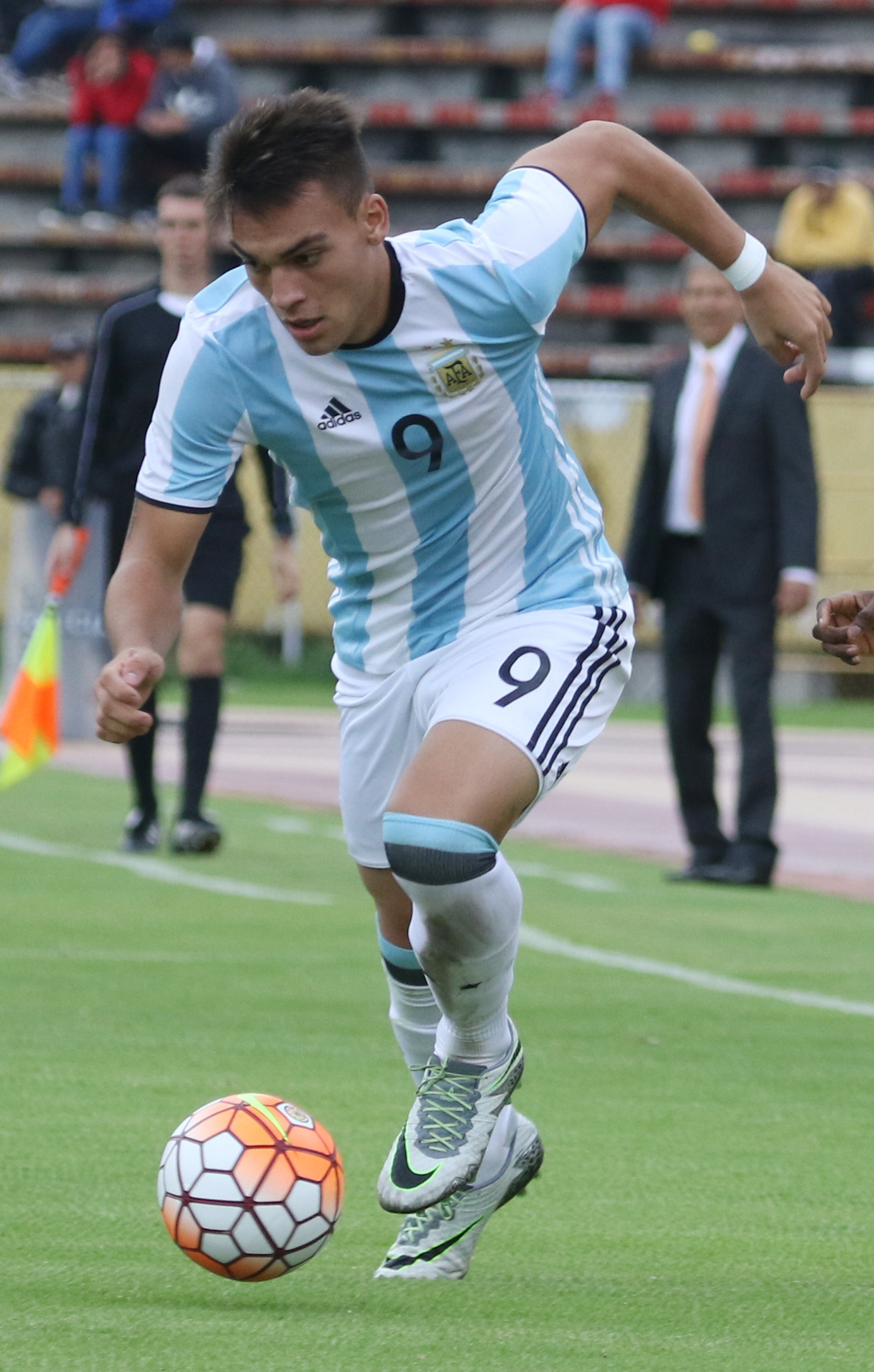
Martínez w barwach Argentyny na Mistrzostwach Ameryki Południowej U-20 2017

W 2017 reprezentował Argentynę na mistrzostwach Ameryki Południowej w piłce nożnej, które zakończył jako najlepszy strzelec, pomagając Argentynie wydatnie przyczyniając się do awansu na mistrzostwa świata U-20 w 2017 roku.
Został powołany na turniej finałowy rozgrywany w maju. W trakcie rozgrzewki przed meczem towarzyskim z Wietnamem doznał uszkodzenia chrząstki nosowej, po tym jak został uderzony kolanem. w wyniku kontuzji mecz otwarcia turnieju przeciwko Anglii rozpoczął na ławce rezerwowych. Na boisku pojawił się w 60. minucie spotkania, a w 78. został ukarany czerwoną kartką, po tym jak analiza VAR wykazała, że w walce o piłkę z dużą siłą uderzył łokciem rywala. W ten sposób został pierwszym piłkarzem, który został ukarany czerwoną kartką po wideoweryfikacji. Po zakończeniu dyskwalifikacji zdobył bramkę w wygranym 5:0 meczu z Gwineą, jednak Argentyna zakończyła udział w turnieju, zajmując trzecie miejsce w grupie.
W marcu 2018 został powołany do seniorskiej reprezentacji Argentyny. 27 marca 2018 zadebiutował w seniorskiej reprezentacji Argentyny w przegranym 1:6 spotkaniu przeciwko Hiszpanii. W maju 2018 znalazł się na wstępnej liście powołanych do reprezentacji Argentyny na mistrzostwa świata w Rosji, ale ostatecznie nie znalazł się w ścisłej kadrze na turniej. W tym samym roku zdobył pierwszego gola w kadrze, pokonując bramkarza Iraku w wygranym 4:0 meczu towarzyskim. 

### Od 2019
W maju 2019 został powołany do reprezentacji Argentyny na Copa América 2019. Na turnieju rozegrał cztery mecze, w których strzelił dwie bramki. 10 września 2019, w meczu towarzyskim z Meksykiem (4:0), Martínez zanotował swojego pierwszego, w karierze reprezentacyjnej, hat-tricka. W 2021 dostał powołanie na Copa América 2021. Na turnieju strzelił 3 gole, a także wykorzystał swoją "jedenastkę" w konkursie rzutów karnych w meczu półfinału z Kolumbią (1:1). Po pokonaniu reprezentacji Kolumbii w rzutach karnych (3:2), Argentyna wygrała w finale z Brazylią (1:0) – był to jej pierwszy od 1993, triumf na Mistrzostwach Ameryki Południowej.
1 czerwca 2022 zdobył bramkę oraz zanotował asystę przy golu Ángela Di Maríi w wygranym 3:0 meczu o Superpuchar CONMEBOL–UEFA z reprezentacją Włoch.
21 października 2022 został powołany przez Lionela Scaloniego do szerokiej kadry na Mistrzostwa Świata 2022 w Katarze, a 11 listopada do ścisłego składu. 9 grudnia w meczu ćwierćfinałowym z Holandią strzelił decydującą bramkę w konkursie rzutów karnych, tym samym zapewniając drużynie awans do półfinału mundialu. 18 grudnia wystąpił w finale Mistrzostw Świata przeciwko reprezentacji Francji, w którym Argentyna pokonała Francuzów 4:2 w serii rzutów karnych, tym samym zdobywając mistrzostwo świata, pierwszy raz od 1986.
15 czerwca 2024 został powołany przez Lionela Scaloniego na Copa América 2024. 20 czerwca w pierwszym meczu grupowym zdobył drugiego gola dla Argentyny gdzie asystował mu Lionel Messi przeciwko Kanadzie wygranym 2:0. 25 czerwca w drugim meczu grupowym ponownie strzelił jedynego gola wygranym 1:0 przeciwko Chile. 29 czerwca w ostatnim meczu grupowym strzelił dwa gole przeciwko Peru wygranym 2:0. 14 lipca w finale przeciwko Kolumbii strzelił jedynego gola w 112. minucie dogrywki, dając Argentynie prowadzenie 1:0 i wygrywając z nią Copa América. Dzięki 5 bramkom w turnieju został nagrodzony Złotym Butem jako król strzelców.

## Statystyki

### Klubowe
(aktualne na 28 grudnia 2024)
| Klub               | Sezon              | Liga               | Liga  | Liga   | Puchar kraju | Puchar kraju | Kontynentalne | Kontynentalne | Inne  | Inne   | Suma  | Suma   |
| Klub               | Sezon              | Liga               | Mecze | Bramki | Mecze        | Bramki       | Mecze         | Bramki        | Mecze | Bramki | Mecze | Bramki |
| ------------------ | ------------------ | ------------------ | ----- | ------ | ------------ | ------------ | ------------- | ------------- | ----- | ------ | ----- | ------ |
| Racing Club        | 2015               | Primera División   | 1     | 0      | 0            | 0            | 0             | 0             | –     | –      | 1     | 0      |
| Racing Club        | 2016               | Primera División   | 3     | 0      | 1            | 0            | 0             | 0             | –     | –      | 5     | 0      |
| Racing Club        | 2016/2017          | Primera División   | 23    | 9      | 0            | 0            | 5             | 0             | –     | –      | 28    | 9      |
| Racing Club        | 2017/2018          | Primera División   | 21    | 13     | 0            | 0            | 6             | 5             | –     | –      | 28    | 18     |
| Racing Club        | Ogólnie            | Ogólnie            | 48    | 22     | 1            | 0            | 11            | 5             | 0     | 0      | 60    | 27     |
| Inter Mediolan     | 2018/2019          | Serie A            | 27    | 6      | 2            | 2            | 6             | 1             | –     | –      | 35    | 9      |
| Inter Mediolan     | 2019/2020          | Serie A            | 35    | 14     | 4            | 0            | 11            | 7             | –     | –      | 49    | 21     |
| Inter Mediolan     | 2020/2021          | Serie A            | 38    | 17     | 4            | 1            | 6             | 1             | –     | –      | 48    | 19     |
| Inter Mediolan     | 2021/2022          | Serie A            | 35    | 21     | 5            | 2            | 8             | 1             | 1     | 1      | 49    | 25     |
| Inter Mediolan     | 2022/2023          | Serie A            | 38    | 21     | 5            | 3            | 13            | 3             | 1     | 1      | 57    | 28     |
| Inter Mediolan     | 2023/2024          | Serie A            | 33    | 24     | 1            | 0            | 8             | 2             | 2     | 1      | 44    | 27     |
| Inter Mediolan     | 2024/2025          | Serie A            | 15    | 6      | 1            | 0            | 6             | 1             | 0     | 0      | 22    | 7      |
| Inter Mediolan     | Ogólnie            | Ogólnie            | 221   | 109    | 21           | 8            | 58            | 16            | 4     | 3      | 304   | 136    |
| Ogólnie w karierze | Ogólnie w karierze | Ogólnie w karierze | 269   | 134    | 22           | 8            | 69            | 21            | 4     | 3      | 366   | 163    |

### Reprezentacyjne
(aktualne na 19 listopada 2024)
| Reprezentacja | Rok     | Mecze | Bramki |
| ------------- | ------- | ----- | ------ |
| Argentyna     | 2018    | 4     | 1      |
| Argentyna     | 2019    | 13    | 8      |
| Argentyna     | 2020    | 4     | 2      |
| Argentyna     | 2021    | 14    | 6      |
| Argentyna     | 2022    | 11    | 4      |
| Argentyna     | 2023    | 8     | 0      |
| Argentyna     | 2024    | 16    | 11     |
| Ogólnie       | Ogólnie | 70    | 32     |

| Mecze i gole w reprezentacji | Mecze i gole w reprezentacji | Mecze i gole w reprezentacji | Mecze i gole w reprezentacji | Mecze i gole w reprezentacji | Mecze i gole w reprezentacji | Mecze i gole w reprezentacji  |
| Argentyna                    | Argentyna                    | Argentyna                    | Argentyna                    | Argentyna                    | Argentyna                    | Argentyna                     |
| Lp.                          | Data                         | Miasto                       | Przeciwnik                   | Gol                          | Wynik                        | Rozgrywki                     |
| ---------------------------- | ---------------------------- | ---------------------------- | ---------------------------- | ---------------------------- | ---------------------------- | ----------------------------- |
| 1.                           | 27.03.2018                   | Madryt                       | Hiszpania                    |                              | 1:6                          | towarzyski                    |
| 2.                           | 11.10.2018                   | Rijad                        | Irak                         | Gol                          | 4:0                          | towarzyski                    |
| 3.                           | 16.10.2018                   | Dżudda                       | Brazylia                     |                              | 0:1                          | towarzyski                    |
| 4.                           | 16.11.2018                   | Córdoba                      | Meksyk                       |                              | 2:0                          | towarzyski                    |
| 5.                           | 22.03.2019                   | Madryt                       | Wenezuela                    | Gol                          | 1:3                          | towarzyski                    |
| 6.                           | 26.03.2019                   | Tanger                       | Maroko                       |                              | 1:0                          | towarzyski                    |
| 7.                           | 07.06.2019                   | San Juan                     | Nikaragua                    | Gol · Gol                    | 5:1                          | towarzyski                    |
| 8.                           | 19.06.2019                   | Belo Horizonte               | Paragwaj                     |                              | 1:1                          | Copa América 2019             |
| 9.                           | 23.06.2019                   | Porto Alegre                 | Katar                        | Gol                          | 2:0                          | Copa América 2019             |
| 10.                          | 28.06.2019                   | Rio de Janeiro               | Wenezuela                    | Gol                          | 2:0                          | Copa América 2019             |
| 11.                          | 02.07.2019                   | Belo Horizonte               | Brazylia                     |                              | 0:2                          | Copa América 2019             |
| 12.                          | 05.09.2019                   | Los Angeles                  | Chile                        |                              | 0:0                          | towarzyski                    |
| 13.                          | 10.09.2019                   | San Antonio                  | Meksyk                       | Gol · Gol · Gol              | 4:0                          | towarzyski                    |
| 14.                          | 09.10.2019                   | Dortmund                     | Niemcy                       |                              | 2:2                          | towarzyski                    |
| 15.                          | 13.10.2019                   | Elche                        | Ekwador                      |                              | 6:1                          | towarzyski                    |
| 16.                          | 15.11.2019                   | Rijad                        | Brazylia                     |                              | 1:0                          | towarzyski                    |
| 17.                          | 18.11.2019                   | Tel Awiw-Jafa                | Urugwaj                      |                              | 2:2                          | towarzyski                    |
| 18.                          | 08.10.2020                   | Buenos Aires                 | Ekwador                      |                              | 1:0                          | el. do Mistrzostw Świata 2022 |
| 19.                          | 13.10.2020                   | La Paz                       | Boliwia                      | Gol                          | 2:1                          | el. do Mistrzostw Świata 2022 |
| 20.                          | 12.11.2020                   | Buenos Aires                 | Paragwaj                     |                              | 1:1                          | el. do Mistrzostw Świata 2022 |
| 21.                          | 17.11.2020                   | Lima                         | Peru                         | Gol                          | 2:0                          | el. do Mistrzostw Świata 2022 |
| 22.                          | 03.06.2021                   | Santiago del Estero          | Chile                        |                              | 1:1                          | el. do Mistrzostw Świata 2022 |
| 23.                          | 08.06.2021                   | Barranquilla                 | Kolumbia                     |                              | 2:2                          | el. do Mistrzostw Świata 2022 |
| 24.                          | 14.06.2021                   | Rio de Janeiro               | Chile                        |                              | 1:1                          | Copa América 2021             |
| 25.                          | 18.06.2021                   | Brasília                     | Urugwaj                      |                              | 1:0                          | Copa América 2021             |
| 26.                          | 28.06.2021                   | Cuiabá                       | Boliwia                      | Gol                          | 4:1                          | Copa América 2021             |
| 27.                          | 03.06.2021                   | Goiânia                      | Ekwador                      | Gol                          | 3:0                          | Copa América 2021             |
| 28.                          | 06.06.2021                   | Brasília                     | Kolumbia                     | Gol                          | 1:1 (k. 3:2)                 | Copa América 2021             |
| 29.                          | 11.07.2021                   | Rio de Janeiro               | Brazylia                     |                              | 1:0                          | Copa América 2021             |
| 30.                          | 02.09.2021                   | Caracas                      | Wenezuela                    | Gol                          | 3:1                          | el. do Mistrzostw Świata 2022 |
| 31.                          | 09.09.2021                   | Buenos Aires                 | Boliwia                      |                              | 3:0                          | el. do Mistrzostw Świata 2022 |
| 32.                          | 10.10.2021                   | Buenos Aires                 | Urugwaj                      | Gol                          | 3:0                          | el. do Mistrzostw Świata 2022 |
| 33.                          | 14.10.2021                   | Buenos Aires                 | Peru                         | Gol                          | 1:0                          | el. do Mistrzostw Świata 2022 |
| 34.                          | 12.11.2021                   | Montevideo                   | Urugwaj                      |                              | 1:0                          | el. do Mistrzostw Świata 2022 |
| 35.                          | 16.11.2021                   | San Juan                     | Brazylia                     |                              | 0:0                          | el. do Mistrzostw Świata 2022 |
| 36.                          | 27.01.2022                   | Calama                       | Chile                        | Gol                          | 2:1                          | el. do Mistrzostw Świata 2022 |
| 37.                          | 01.02.2022                   | Córdoba                      | Kolumbia                     | Gol                          | 1:0                          | el. do Mistrzostw Świata 2022 |
| 38.                          | 01.06.2022                   | Londyn                       | Włochy                       | Gol                          | 3:0                          | Finalissima 2022              |
| 39.                          | 23.09.2022                   | Miami                        | Honduras                     | Gol                          | 3:0                          | towarzyski                    |
| 40.                          | 27.09.2022                   | Harrison                     | Jamajka                      |                              | 3:0                          | towarzyski                    |
| 41.                          | 22.11.2022                   | Lusajl                       | Arabia Saudyjska             |                              | 1:2                          | Mistrzostwa Świata 2022       |
| 42.                          | 26.11.2022                   | Lusajl                       | Meksyk                       |                              | 2:0                          | Mistrzostwa Świata 2022       |
| 43.                          | 30.11.2022                   | Doha                         | Polska                       |                              | 2:0                          | Mistrzostwa Świata 2022       |
| 44.                          | 03.12.2022                   | Ar-Rajjan                    | Australia                    |                              | 2:1                          | Mistrzostwa Świata 2022       |
| 45.                          | 09.12.2022                   | Lusajl                       | Holandia                     |                              | 2:2 (k. 4:3)                 | Mistrzostwa Świata 2022       |
| 46.                          | 18.12.2022                   | Lusajl                       | Francja                      |                              | 3:3 (k. 4:2)                 | Mistrzostwa Świata 2022       |
| 47.                          | 23.03.2023                   | Buenos Aires                 | Panama                       |                              | 2:0                          | towarzyski                    |
| 48.                          | 28.03.2023                   | Santiago del Estero          | Curaçao                      |                              | 7:0                          | towarzyski                    |

## Sukcesy

### Inter Mediolan
- Mistrzostwo Włoch: 2020/2021, 2023/2024
- Puchar Włoch: 2021/2022, 2022/2023
- Superpuchar Włoch: 2021, 2022, 2023

### Reprezentacyjne
- Mistrzostwo świata: 2022
- Copa América: 2021, 2024
- 3. miejsce na Copa América: 2019
- Superpuchar CONMBEOL-UEFA: 2022

### Indywidualne
- Król strzelców Mistrzostw Ameryki Południowej U-20 w Piłce Nożnej 2017(inne języki)[105]
- Król strzelców Serie A: 2023/2024 (24 gole)
- Król strzelców Copa América: 2024 (5 goli)

### Wyróżnienia
- Golden Foot: 2024[106]
- Najlepszy piłkarz sezonu Serie A: 2023/2024[107]
- Piłkarz sezonu w Interze Mediolan: 2021/2022[108]
- Piłkarz miesiąca Serie A: Październik 2023[109]
- Piłkarz miesiąca Serie A według AIC: Wrzesień 2023[110], Luty 2024[111]
- Drużyna turnieju Copa América: 2024[112]
- Drużyna sezonu Ligi Europy UEFA: 2019/2020[113]
- Drużyna sezonu Serie A: 2022/2023[114], 2023/2024[115]
- Drużyna sezonu Primera División: 2017/2018[116]
- Drużyna sezonu European Sports Media: 2023/2024[117]

### Rekordy
- Najskuteczniejszy argentyński zawodnik w historii Interu Mediolan: 136 goli[c][118]
- Pierwszy zawodnik w historii Serie A, który wchodząc z ławki rezerwowych strzelił 4 gole[119]

## Życie prywatne
27 maja 2023 w Villa d'Este (Cernobbio) wziął ślub cywilny z Agustiną Gandolfo, z którą jest w związku od 2016. Mają córkę, Ninę (ur. 1 lutego 2021).